# Gertenbach
Gertenbach ist ein Stadtteil im Nordwesten der Stadt Witzenhausen im nordhessischen Werra-Meißner-Kreis.

## Geographie
Gertenbach liegt auf einer Höhe von 135 m ü. NHN oberhalb des Ostufers der Werra und ist auf deren orographisch rechten Seite die letzte Ortschaft in Hessen. Das bebaute Gebiet erstreckt sich an den westlichen Ausläufern des Sandwalds bis auf eine Höhe von etwa 190 m ü. NHN. Durch Gertenbach fließen der Dieffenbach und der Hübenbach, die unmittelbar beim Ort in die Werra münden.

## Geschichte
Die erste Erwähnung des Ortes findet sich bei Bischof Meinwerk und fällt ins Jahr 1032. Damals wurde als Ortsname noch Gardenebiki angegeben. Weitere Abwandlungen des Namens finden sich als Gardelbic wieder, als der Ort zu den Northeimer Allodialgütern zählte. Weiterhin wird unter den Mündenern Ratsherren 1323 und 1327 ein Conradus de Ghardenebeke aufgeführt. 1342 erscheint ein Ludwig de Ghardenebeke, auf den 1347 Conradus von Ghardenebeke jun. folgt. 1070 war der Ort Schauplatz einer Kirchenversammlung. An der Stelle der heutigen Kirche soll von Alters her ein Kloster gestanden haben. 1836 wurde ein neues Pfarrhaus erbaut.
Gertenbach besaß 1871 mit Hübenthal und dem Schloss Berlepsch 2 Mühlen und 650 Einwohner; heute leben etwa 950 Personen im Ort. Gertenbach gehörte bis 1821 zum hessischen Amt Ludwigstein/Witzenhausen und danach zum Landkreis Witzenhausen. Während der französischen Besetzung gehörte der Ort zum Kanton Friedland im Königreich Westphalen (1807–1813).
Am 23. September 1987 wurde Gertenbach von einem Tornado heimgesucht, dabei wurden 47 Häuser beschädigt, aber nur vier Personen verletzt.
Hessische Gebietsreform (1970–1977)
Zum 1. Januar 1974 wurde die bis dahin selbständige Gemeinde Gertenbach im Zuge der Gebietsreform in Hessen kraft Landesgesetz in die Stadt Witzenhausen eingegliedert. Für die nach Witzenhausen eingegliederten, ehemals eigenständigen Gemeinden wurde je ein Ortsbezirk mit Ortsbeirat und Ortsvorsteher nach der Hessischen Gemeindeordnung gebildet.

## Bevölkerung
Einwohnerstruktur 2011
Nach den Erhebungen des Zensus 2011 lebten am Stichtag dem 9. Mai 2011 in Gertenbach 861 Einwohner. Darunter waren 15 (1,7 %) Ausländer. Nach dem Lebensalter waren 150 Einwohner unter 18 Jahren, 333 zwischen 18 und 49, 204 zwischen 50 und 64 und 177 Einwohner waren älter. Die Einwohner lebten in 375 Haushalten. Davon waren 102 Singlehaushalte, 120 Paare ohne Kinder und 114 Paare mit Kindern, sowie 30 Alleinerziehende und 9 Wohngemeinschaften. In 87 Haushalten lebten ausschließlich Senioren und in 249 Haushaltungen lebten keine Senioren.
Einwohnerentwicklung
| Quelle: Historisches Ortslexikon |                                     |
| • 1575:                          | 51 Hausgesesse                      |
| • 1585:                          | 51 Hausgesesse                      |
| • 1681:                          | 30 Hausgesesse                      |
| • 1745:                          | 332 Einwohner                       |
| • 1747:                          | 43 Mannschaften mit 50 Feuerstellen |

| Gertenbach: Einwohnerzahlen von 1834 bis 2022 | Gertenbach: Einwohnerzahlen von 1834 bis 2022 | Gertenbach: Einwohnerzahlen von 1834 bis 2022 | Gertenbach: Einwohnerzahlen von 1834 bis 2022 | Gertenbach: Einwohnerzahlen von 1834 bis 2022 |
| --- | --------------------------------------------- | --------------------------------------------- | --------------------------------------------- | --------------------------------------------- |
| Jahr |                                               |                                               |                                               | Einwohner                                     |
| 1834 | 1834                                          |                                               | 605                                           | 605                                           |
| 1840 | 1840                                          |                                               | 649                                           | 649                                           |
| 1846 | 1846                                          |                                               | 675                                           | 675                                           |
| 1852 | 1852                                          |                                               | 688                                           | 688                                           |
| 1858 | 1858                                          |                                               | 627                                           | 627                                           |
| 1864 | 1864                                          |                                               | 651                                           | 651                                           |
| 1871 | 1871                                          |                                               | 646                                           | 646                                           |
| 1875 | 1875                                          |                                               | 551                                           | 551                                           |
| 1885 | 1885                                          |                                               | 529                                           | 529                                           |
| 1895 | 1895                                          |                                               | 572                                           | 572                                           |
| 1905 | 1905                                          |                                               | 546                                           | 546                                           |
| 1910 | 1910                                          |                                               | 537                                           | 537                                           |
| 1925 | 1925                                          |                                               | 592                                           | 592                                           |
| 1939 | 1939                                          |                                               | 482                                           | 482                                           |
| 1946 | 1946                                          |                                               | 814                                           | 814                                           |
| 1950 | 1950                                          |                                               | 848                                           | 848                                           |
| 1956 | 1956                                          |                                               | 801                                           | 801                                           |
| 1961 | 1961                                          |                                               | 805                                           | 805                                           |
| 1967 | 1967                                          |                                               | 850                                           | 850                                           |
| 1970 | 1970                                          |                                               | 871                                           | 871                                           |
| 1980 | 1980                                          |                                               | ?                                             | ?                                             |
| 1990 | 1990                                          |                                               | ?                                             | ?                                             |
| 2000 | 2000                                          |                                               | ?                                             | ?                                             |
| 2011 | 2011                                          |                                               | 861                                           | 861                                           |
| 2015 | 2015                                          |                                               | 898                                           | 898                                           |
| 2022 | 2022                                          |                                               | 998                                           | 998                                           |
| Datenquelle: Historisches Gemeindeverzeichnis für Hessen: Die Bevölkerung der Gemeinden 1834 bis 1967. Wiesbaden: Hessisches Statistisches Landesamt, 1968. Weitere Quellen: ; Stadt Witzenhausen; Zensus 2011; bis 1928 einschließlich der Einwohner von Berlepsch-Ellerode |                                               |                                               |                                               |                                               |

## Religion
Gertenbach ist Sitz einer evangelischen Kirchengemeinde mit einer Kirche. Sie gehört zum Kirchenkreis Werra-Meißner der Evangelischen Kirche von Kurhessen-Waldeck. 1944 wurde dem Gemeindebezirk auch der bis dahin zur hannoverschen Landeskirche gehörige Gutsbezirk des Ritterguts Ellerode zugeteilt.
Historische Religionszugehörigkeit
| • 1885: | 657 evangelische (= 99,24 %), 3 katholische (= 0,45 %), 2 jüdische (= 0,30 %) Einwohner |
| • 1961: | 665 evangelische (= 82,61 %), 128 katholische (= 15,90 %) Einwohner                     |

## Politik
Für Gertenbach besteht ein Ortsbezirk (Gebiete der ehemaligen Gemeinde Gertenbach) mit Ortsbeirat und Ortsvorsteher nach der Hessischen Gemeindeordnung. Der Ortsbeirat besteht aus sieben Mitgliedern. Bei den Kommunalwahlen in Hessen 2021 betrug die Wahlbeteiligung zum Ortsbeirat 66,39 %. Es erhielten die SPD mit 26,42 % zwei Sitze, das Bündnis 90/Die Grünen mit 21,33 % einen Sitz und die Wählergruppe „Gemeinsam für Gertenbach“ mit 52,25 % vier Sitze. Der Ortsbeirat wählte Lothar Heuckeroth (GfG) zum Ortsvorsteher.

## Verkehr
Der Ort liegt an der B 80 und hat einen Haltepunkt an der Bahnstrecke Halle–Hann. Münden, der durch die cantus Verkehrsgesellschaft zwischen Kassel und Göttingen bedient wird.
| Linie | Verlauf | Takt   |
| ----- | --- | ------ |
| RB83  | Göttingen – Friedland (Han) – Eichenberg – Witzenhausen Nord – Gertenbach – Hedemünden – Hann Münden – Speele – Fuldatal-Ihringshausen – Vellmar-Niedervellmar – Kassel Hbf (fährt im Abschnitt Göttingen – Eichenberg mit RB87 vereinigt) Stand: Fahrplanwechsel Dezember 2021 | 60 min |

Im vier Kilometer entfernten Hedemünden besteht Anschluss an die A 7.